# Аэропорт Дайра
Аэропорт Дайра (англ. Dyer Airport; FAA LID: 2Q9) — частный гражданский аэропорт, расположенный в 11 км к юго-востоку от города Дайр, округ Эсмералда, Невада. Владельцем аэропорта является Бюро по управлению землями США.

## Технические данные
Аэропорт Дайра покрывает территорию в размере 63 гектаров на высоте 1493 метра над уровнем моря. У аэропорта есть одна взлётно-посадочная полоса 12/30 размером 875 x 15 метров с грунтовой поверхностью.